# 鈴木豊 (俳優)
鈴木 豊（すずき ゆたか、1970年8月11日 - ）は、日本の俳優。株式会社仕事所属。埼玉県出身。

## 来歴・人物
1993年4月に仲代達矢が主宰する「無名塾」入塾。1993年無名塾公演「リチャード三世」で初舞台。以降、舞台、テレビドラマ等で活動している。
1998年からは蜷川幸雄主催の「ニナガワスタジオ」の舞台に立つ。以降、無名塾とニナガワカンパニーの両方で活躍している。無名塾に塾生として在籍していた1995年、ニナガワ・スタジオの稽古を見学。1996年、無名塾の準塾員にあがる試験期間中、他の現場での経験もしたいという思いから、知人の紹介でニナガワ・スタジオ（当時はニナガワ・カンパニー・ダッシュ）を受験し合格する。
ニナガワスタジオのオーディションでは、戯曲の一部を抜粋した課題『弱法師』のエチュードを演じる。無名塾での演劇経験を積んだ鈴木は事前に三島由紀夫の原作を自分なりに解釈して臨んだという。
蜷川スタジオに入った鈴木は、ウィリアム・サローヤンの『おーい、救けてくれ！』（スタジオエチュードの定番）と安部公房の『時の崖』（一人芝居）を、同時に二本蜷川の前で演じてみせた。「時の崖」の延々台詞をしゃべり続ける力作での演技が蜷川に認められて『1998・待つ』の演目になった。
同年、彩の国シェイクスピア・シリーズの『十二夜』に出演が決まり、2000年には『夏の夜の夢』でディミートリアスを演じ注目された。
2001年『近代能楽集～卒塔婆小町』、『コリオレイナス』ではロンドンのバービカン劇場で公演を行うなど、蜷川作品には欠かせない存在として、舞台を中心に世界的に活動している。
趣味特技は、映画・音楽鑑賞、読書、エレキギター、球技、スキー、殺陣。無名塾の同期は俳優で演出家の石栗昌彦。

## 出演

### テレビドラマ
- 世紀末の詩（1998年、日本テレビ）
- 大河ドラマ（NHK）
  - 元禄繚乱（1999年）
  - 北条時宗（2001年）
- 平岩弓枝のお美也（2002年、NHK）
- 私が私であるために（2006年、日本テレビ）
- 瞳（2008年、NHK連続テレビ小説）
- 相棒（テレビ朝日）
  - Season8 第1話（2009年） - 公安刑事 役
  - Season9 第5話（2010年） - 浅野亘 役
  - Season13 第10話（2015年） - SIT指揮官 役
  - season18 第19話（2020年） - 永井真一
- 隠密秘帖（2011年、NHK正月時代劇）
- 水戸黄門 第42部 第15話（2011年、TBS） - 浜谷 役
- 新選組血風録（2011年、NHK BS時代劇）
- 塚原卜伝（2011年、NHK BS時代劇） - 大野秀孝 役
- 出入禁止の女〜事件記者クロガネ〜 第1話（2015年、テレビ朝日）
- 警視庁・捜査一課長 第3話（2016年、テレビ朝日） - 島岡直樹 役
- CODE-願いの代償- 第3話（2023年、読売テレビ・日本テレビ） - 目黒 役

### 映画
- 日本のいちばん長い夏（2010年）
- 桜田門外ノ変（2010年）
- グッドモーニングショー（2016年）

### 舞台
無名塾公演
- リチャード三世（1993年）
- ソルネス（1995年）
- リチャード三世（1996年）
- いのちぼうにふろう物語（1997年）
- セールスマンの死（2002年）
- 友達（2011年） - 主演、“男”役

蜷川カンパニー（蜷川スタジオ）
- 1998・待つ（1998年）
- 彩の国シェイクスピア・シリーズ『十二夜』（1998年）
- 「血の婚礼」（1999年6月17日～26日、ペニサンピット） - 北の兄 役
- 「ペリクリーズ」
- 「女王メディア」
- 『夏の夜の夢』（2000年）
- 近代能楽集～卒塔婆小町（2001年、海外公演：ロンドンバービカン劇場）
- 「ハムレット」（2003年）
- 『お気に召すまま』（2004年）
- 『ロミオとジュリエット』（2005年）
- 『タイタス・アンドロニカス』（2006年）
- 『コリオレイナス』（海外公演、ロンドンバービカン劇場）
- 「オセロー」 - キャシオー 役 (2007年、彩の国さいたま芸術劇場大ホール）
- 「リア王」
- 「から騒ぎ」（2008年）
- 「冬物語」
- 「ロミオとジュリエット」（ホリプロ）
- 「オイディプス王」
- 「KITCHEN」
- 「天保十二年のシエークスピア」（シアターコクーン）
- 「トロイラスとクレシダ」（2012年）
- 「ヴェニスの商人」（2013年）

外部出演
- 『横浜メリケン夜の宿 M・ゴーリキィーどん底』（2014年）

### CM
- プロソニック（BRAUN）（2006年）
- 日清ラ王（日清食品）